# Juan Pedro López
Juan Pedro López (født 31. juli 1997 i Lebrija) er en cykelrytter fra Spanien, der er på kontrakt hos Lidl-Trek.